# Shichi-Go-San
Shichi-Go-San (七五三,, literalmente "sete-cinco-três") é um tradicional festival e ritual de passagem do Japão para meninas de três e sete anos e meninos de três e cinco anos de idade, que acontece todos os anos no dia 15 de novembro. Como a data não é um feriado nacional, as cerimônias costumam ser observadas no fim de semana mais próximo da data.

## História

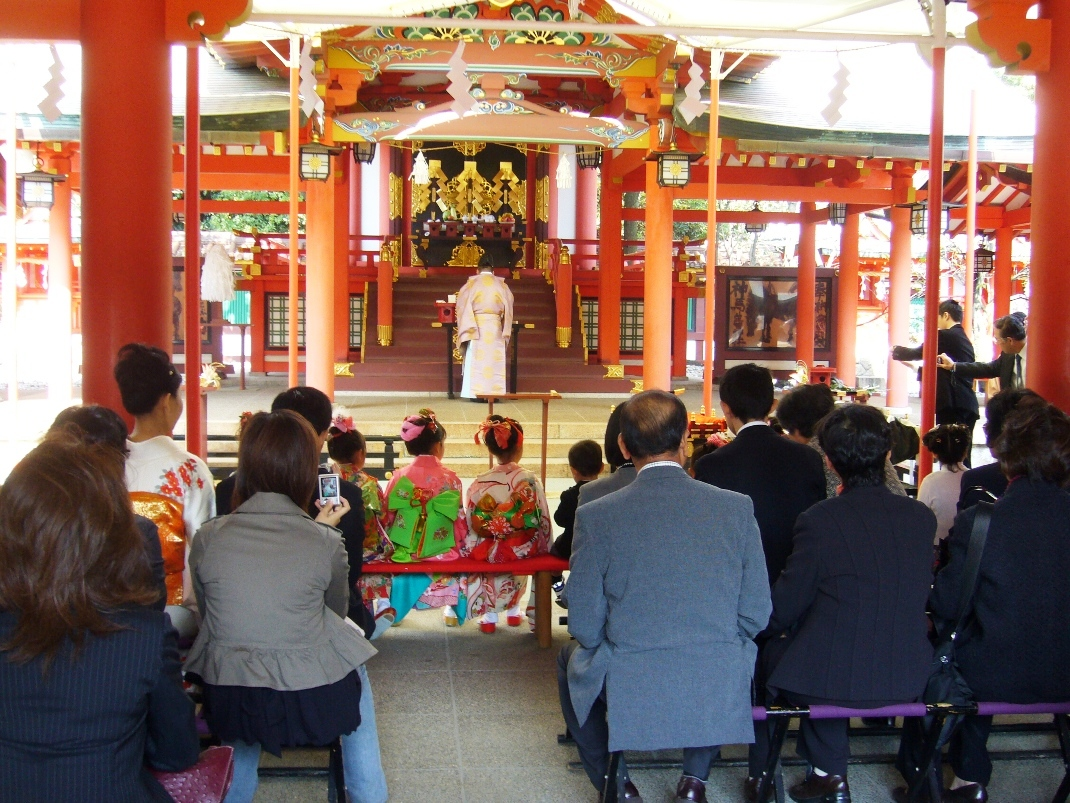
Ritual de Shichi-Go-San em um santuário xintoísta

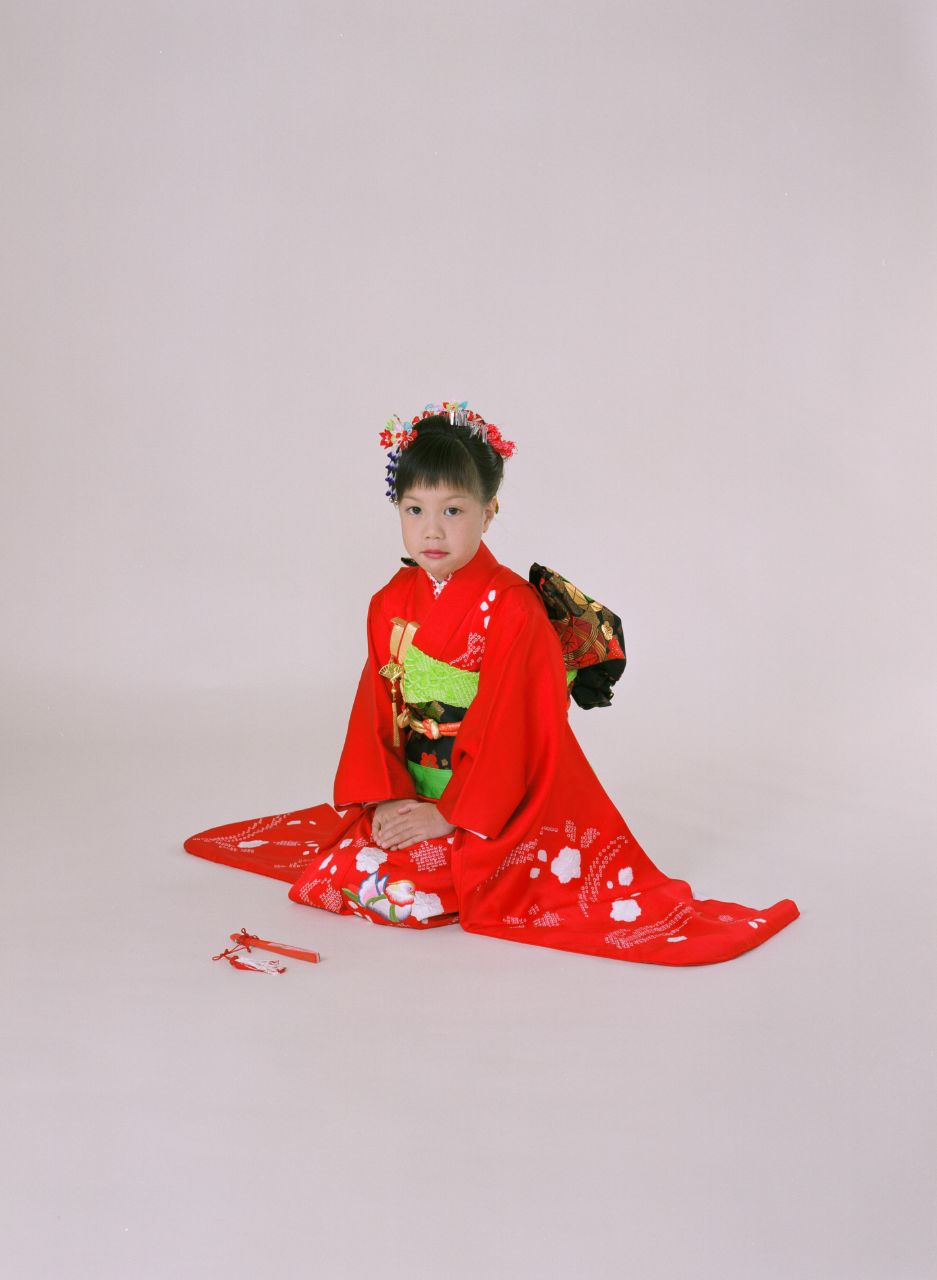

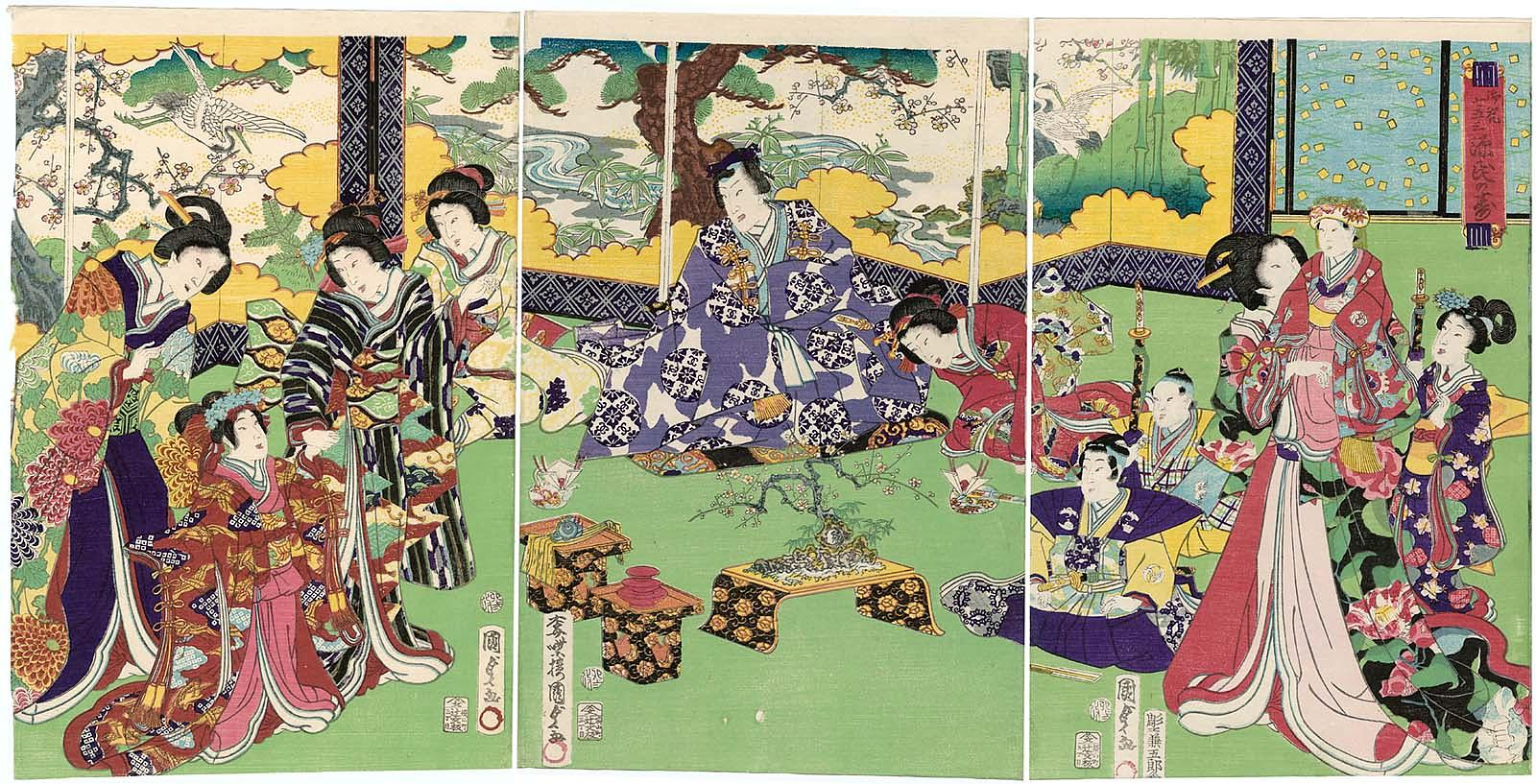
Kunisada

Shichi-Go-San possivelmente se originou no período Heian, entre nobres que celebravam a passagem das crianças para o meio da infância. As idades 3, 5 e 7 são consistentes com crenças da numerologia do leste Asiático, que acredita que os números ímpares são de sorte. Durante o período Kamakura, foi decidido que os ritos se realizariam no décimo quinto dia do mês.
Ao longo do tempo, essa tradição passou para a classe dos samurai, que acrescentaram mais rituais. Crianças, que até os três anos de idade tinham cabelos raspados, passavam a poder deixar os cabelos crescerem. Meninos de cinco anos vestiriam o hakama pela primeira vez, e as meninas de sete anos substituiriam as cordas simples para amarrar os quimonos pelo tradicional obi (faixa de quimonos). Já no começo do período Meiji a prática já era adotada entre plebeus, e incluíam o rito de visitar um santuário para afastar os maus espíritos e desejar uma vida longa e saudável, que é praticado até hoje.

## Chitose ame
Chitose ame (千歳飴,, literalmente "doce de mil anos") é dado a crianças no Shichi-Go-San. Chitose ame é um doce fino, de forma alongada, nas cores branca e vermelha. É distribuído em um saco decorado com um grou e uma tartaruga, que representam longa vida no Japão.